# Azilone-Ampaza
Azilone-Ampaza (korziško Azilonu è Ampaza) je naselje in občina v francoskem departmaju Corse-du-Sud regije - otoka Korzika. Leta 1999 je naselje imelo 93 prebivalcev.

## Geografija
Kraj leži v zahodnem delu otoka Korzike 40 km vzhodno od središča Ajaccia.

## Uprava
Občina Azilone-Ampaza skupaj s sosednjimi občinami Albitreccia, Campo, Cardo-Torgia, Cognocoli-Monticchi, Coti-Chiavari, Forciolo, Frasseto, Grosseto-Prugna, Guargualé, Pietrosella, Pila-Canale, Quasquara, Serra-di-Ferro, Santa-Maria-Siché, Urbalacone in Zigliara sestavlja kanton Santa-Maria-Siché s sedežem v istoimenskem kraju. Kanton je sestavni del okrožja Ajaccio.
1. ↑  »Populations légales 2016«. Nacionalni inštitut za statistične in gospodarske raziskave. Pridobljeno 25. aprila 2019.